# Парламент Аустралије
Аустралијски парламент (енгл. Parliament of Australia) је народно представништво и савезни законодавни орган Аустралије. Сачињен је од представника шест држава и две територије.
Парламент је дводоман по вестминстерској традицији, али и са мањим утицајем модела Конгреса САД. Према првом члану Устава Аустралије, Парламент чине монарх, Сенат и Представнички дом. Краљицу обично представља генерални гувернер.